# Scoparia ololuae
Scoparia ololuae là một loài bướm đêm trong họ Crambidae.